# Parole alate

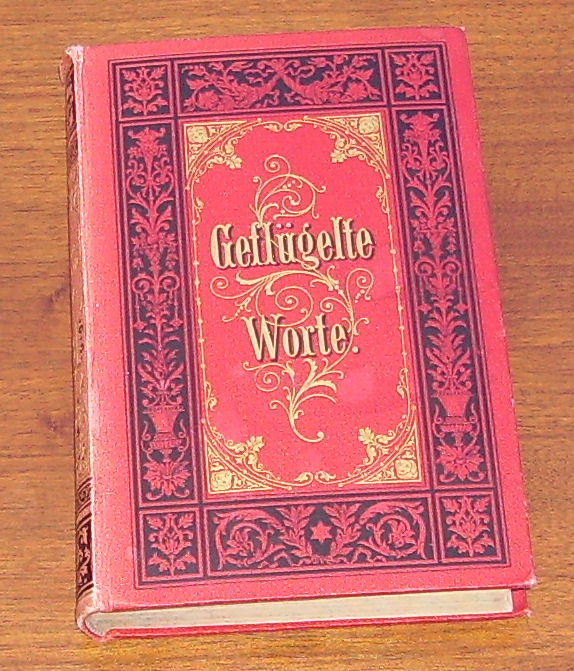
Geflügelte Worte (Parole Alate), attestazione ottocentesca dell'espressione omerica nel titolo di una silloge di citazioni del 1864, compilata da Georg Büchmann

Parole alate è una locuzione della lingua italiana, condivisa da altre lingue, derivata da una ricorrente formula omerica, ἔπεα πτερόεντα προσηύδα (diceva parole alate). 

## Uso in Omero
L'uso della frase è molto frequente in Omero, nella cui opera si incontra ben 124 volte (55 volte nell'Iliade e 69 nell'Odissea), una frequenza che ne fa una delle espressioni formulaiche più utilizzate nella poesia epica omerica.

## Interpretazione

### Interpretazione metaforica
George Calhoun, professore di greco antico all'Università di Berkeley, intrattenne sul tema una disputa intellettuale con il proprio allievo Milman Parry. Al contrario di quest'ultimo, Calhoun sosteneva che l'espressione fosse utilizzata da Omero con piena consapevolezza delle sue ragioni espressive ed estetiche: essa, secondo Calhoun, sarebbe una metafora con cui riferirsi a un eloquio che, mirando dritto al suo scopo, volasse metaforicamente dalla bocca del parlante al suo interlocutore.

### Interpretazione formulare
Milman Parry, nei suoi studi sul ruolo dell'oralità nel processo di formazione dell'epica omerica, rifiutava questa scelta interpretativa. Egli riteneva che l'espressione, al pari di altre, svolgesse una precisa funzione, facendo parte del repertorio di formule ricorrenti utilizzate nella versificazione omerica per convenienza mnemonica e metrica. In base alla classica teoria formulaica di Milman Parry e Albert Lord, la formula assume il semplice significato di "le/gli parlava".

### Traduzioni
La fedeltà all'interpretazione metaforica comporta, da parte dei traduttori, l'utilizzo di formule simili a quella originale (in italiano, ad esempio: "a lei/a lui rivolgeva alate", "parlava/si rivolgeva a lei/lui con parole alate", ecc.). Questo comporta, per inciso, l'imbattersi in un problema metrico non indifferente, la difficoltà a inserire queste o simili espressioni prolisse in forme metriche che, come il blank verse anglosassone, sono molto più brevi dell'esametro omerico. 
Su un altro versante, invece, i traduttori che aderiscono completamente alla teoria formulaica di Parry, o almeno ne tengono conto, evitano o tendono a evitare simili formulazioni, sostituendole con forme più concise (del tipo "le diceva"/"gli diceva"), beneficiando, in questo modo, di un effetto secondario, il non incorrere nel problema del difficoltoso incapsulamento metrico.

## Uso italiano
In italiano l'espressione ha assunto il significato di eloquio con registro linguistico altissimo, sublime. 
In contesti simili, l'epiteto "alato" può ricorrere anche in associazione a sostantivi diversi, come in Giosuè Carducci, che, con lo stesso significato, fa uso di espressioni come strofe alate, orazione alata.